# Borolia rhodoptera
Borolia rhodoptera là một loài bướm đêm trong họ Noctuidae.